# Borojoa claviflora
Borojoa claviflora là một loài thực vật có hoa trong họ Thiến thảo. Loài này được (K.Schum.) Cuatrec. mô tả khoa học đầu tiên năm 1953.